# Alec Rose
Alec Rose, né le 13 juillet 1908 à Canterbury et mort le 11 janvier 1991 à Portsmouth, est un navigateur britannique, surtout connu pour avoir réalisé le tour du monde en solitaire en 1967-1968.

## Biographie
Troisième enfant sur cinq, il s'intéresse vivement dès l'enfance à la littérature maritime et aux récits d'aventure.
Au cours de la Seconde Guerre mondiale, il sert dans la Royal Navy en tant que mécanicien diesel sur le HMS Leith, navire d'escorte anti-sous-marin.
En 1961, il s'installe sur la côte, à Southsea, achète un commerce de fruits et déplace son premier bateau (Neptunes Daughter) à la marina de Gosport. Après deux ans d'installation, il décide de se préparer pour la deuxième transatlantique prévue pour 1964. Il n'avait pas pu participer à la première en 1960. Il vend son bateau qui ne convenait pas pour cette course, et achète un cotre, Lively Lady, qu'il réorganise complètement.
Le lundi 23 mai 1964, il prend le départ de la Transat anglaise qu'il termine à la quatrième place, en 36 jours, 17 heures et 30 minutes.